# Baby’s Got a Temper
Baby’s Got a Temper (в пер. с англ. Детка с характером) — сингл британской группы The Prodigy, вышедший 1 июля 2002 года.

## О релизе
На сингле была представлена композиция Baby’s Got a Temper и несколько её переработанных версий. DVD-версия и издание сингла от Maverick Records также имела би-сайд «A Day At Work».
Песня Baby’s Got a Temper отличается жёстким гитарным звучанием. Помимо этого в треке были использованы семплы одной из песен The Prodigy «Firestarter». Запись сингла стала первым проектом группы, после пятилетнего молчания. Но лидер коллектива Лиам Хоулетт всячески отрекался от этой композиции, заявив, что это был один из самых тяжелых моментов для группы. Как стало известно позже, музыка и текст были написаны группой Кита Флинта «Flint». Вместе с тем сингл пользуется популярностью у фанатов группы, как и так называемая «эра BGAT», когда на концертах игралось много новых треков, большинство из которых так и не изданы до сих пор.

## Музыкальное видео

Кадр из клипа Baby’s Got a Temper

Видеоклип к песне Baby’s Got a Temper был запрещён к показу на телевидении и издан только на DVD-издании сингла. В видео были показаны трое обычных мужчин одетые в костюмы, которые идут в заброшенный парк аттракционов. Они заходят в небольшой трейлер и начинают переодеваться и наносить макияж, после чего из трейлера вместо мужчин выходят участники группы The Prodigy: Лиам Хоулетт, Кит Флинт и Максим Реалити. Музыканты выходят на сцену, где они начинают исполнять песню Baby’s Got a Temper перед толпой коров, которых доят женщины, внешним видом похожие на стриптизёрш. Молоко затем раскупается различными людьми.
Видео было снято в июне 2002 в Кладно, Чехия на территории бывшего металлургического комбината Poldi.
DVD-версия Baby’s Got a Temper содержала также короткий фильм о процессе съёмки клипа.

## Список композиций

### XL Recordings

#### 12" винил
A1. «Baby’s Got a Temper» (Main Mix) (4:24)
A2. «Baby’s Got a Temper» (Dub Mix) (5:28)
B1. «Baby’s Got a Temper» (Instrumental) (4:24)
B2. «Baby’s Got a Temper» (Acapella) (3:25)

#### CD
1. «Baby’s Got a Temper» (Main Mix) (4:24)
2. «Baby’s Got a Temper» (Dub Mix) (5:58)
3. «Baby’s Got a Temper» (Instrumental) (4:24)

#### DVD
1. «Baby’s Got a Temper» (Main Mix) (4:24)
2. «A Day at Work» (1:56)

### Maverick Records

#### CD
1. «Original Version» (4:24)
2. «Dub Mix» (4:40)
3. «Instrumental» (4:25)
4. «A Cappela» (3:26)